# سفارة شمال مقدونيا في النرويج
سفارة شمال مقدونيا في النرويج هي أرفع تمثيل دبلوماسي لدولة شمال مقدونيا لدى النرويج. تقع السفارة في وهي تهدف لتعزيز المصالح الشمال مقدونية في النرويج.

## وصلات خارجية
- قائمة سفارات شمال مقدونيا
- قائمة السفارات في النرويج